# 123e session du Comité international olympique
La 123e session du Comité international olympique est une réunion du Comité international olympique qui s'est tenue à Durban, en Afrique du Sud, du 6 au 9 juillet 2011. Après les votes des membres du CIO, PyeongChang a été élue ville-hôte des Jeux olympiques d'hiver de 2018.